# Sileo S18
Der Sileo S18 ist ein achtzehn Meter langer, rein elektrisch betriebener Batterie-Gelenkbus in Niederflurbauweise des deutsch-türkischen Omnibusherstellers Sileo. Die Vorstellung fand im Juni 2015 auf der UITP in Mailand statt.

## Technik und Ausstattung
Der Antrieb erfolgt über zwei Elektroportalachsen mit jeweils zwei wassergekühlten Asynchronmotoren (je 120 kW) vom Zulieferer ZF Friedrichshafen (ZF AVE 130). Von ZF stammen außerdem die Vorderachse (ZF RL 82 EC Rigid Portal) und das Lenksystem (ZF 8098 Servocom).
In der Dachkonstruktion des Fahrzeugs ist die Traktionsbatterie untergebracht, wobei standardmäßig eine Lithium-Eisenphosphat-Batterie mit einer Kapazität von 300 kWh zum Einsatz kommt. Laut Hersteller ist damit eine Reichweite von über 300 km möglich. Die Batterie besteht aus 474 einzelnen überwachten und geregelten Zellen. Werksseitig steht ein Ladegerät mit 64 kW/125 A zur Verfügung.
Der Bus verfügt über drei Fahrgast-Doppeltüren.

## Einsatzorte
Im Zuge der Erprobung neuer Fahrzeugkonzepte im öffentlichen Personennahverkehr wird das Fahrzeug ab Herbst 2015 testweise bei mehreren Verkehrsunternehmen (u. a. in Bonn und Aachen) eingesetzt.

### Aachen
Nach einer europaweiten Ausschreibung sollten ab Ende 2016 bis 2018 unter anderem 13 Gelenkbusse vom Typ Sileo S18 an die Aachener Straßenbahn und Energieversorgungs-AG (ASEAG) ausgeliefert werden. Anfang Januar 2017 wurde der erste Gelenkbus ausgeliefert, der zunächst für Testfahrten und Fahrerschulungen genutzt wird. Der Bus soll auf den Linien 33 und 73 eingesetzt werden, die nach ursprünglicher Planung bis 2018 komplett auf Elektrobusse umgestellt werden sollten. Aufgrund von Lieferproblemen sind bisher jedoch keine weiteren Fahrzeuge geliefert worden. Die Zuverlässigkeit des gelieferten Fahrzeugs ist zudem stark eingeschränkt.

### Bremen
Am 12. September 2016 wurde ein Sileo S18 an die Bremer Straßenbahn AG (BSAG) ausgeliefert, er bekam die Wagen-Nr. 4997. Vom 20. bis zum 23. September war das Fahrzeug auf der InnoTrans in Berlin. Im Anschluss an die Messe ging der Sileo noch einmal zurück nach Salzgitter zum Hersteller um Einstellarbeiten durchzuführen, danach ging der Sileo S18 wieder zurück nach Bremen.

### Fulda
Die RhönEnergie Fulda GmbH haben Anfang Oktober 2018 einen Sileo S18 der neuen Generation in Dienst gestellt. Zuvor wurde im September das Fahrzeug auf der Innotrans ausgestellt. Es ist Hessens erster Elektrobus, dieser soll nun in Fulda die Linie 6 bedienen.

### Mainz
Im Oktober 2019 wurde ein Sileo S18 an die Mainzer Verkehrsgesellschaft geliefert. Der Bus soll für Schulungs- und Testfahrten genutzt werden. Die vier für den Linienbetrieb bestellten Busse wurden im April 2020 geliefert. Seit Oktober 2022 sind sie abgemeldet.

### Neuss
Ein Sileo S18 der neuen Generation wurde im November 2018 in Neuss in Dienst gestellt, künftig wird die Stadtwerke Neuss GmbH diesen auf der Linie 842 einsetzen.